# 羅庚

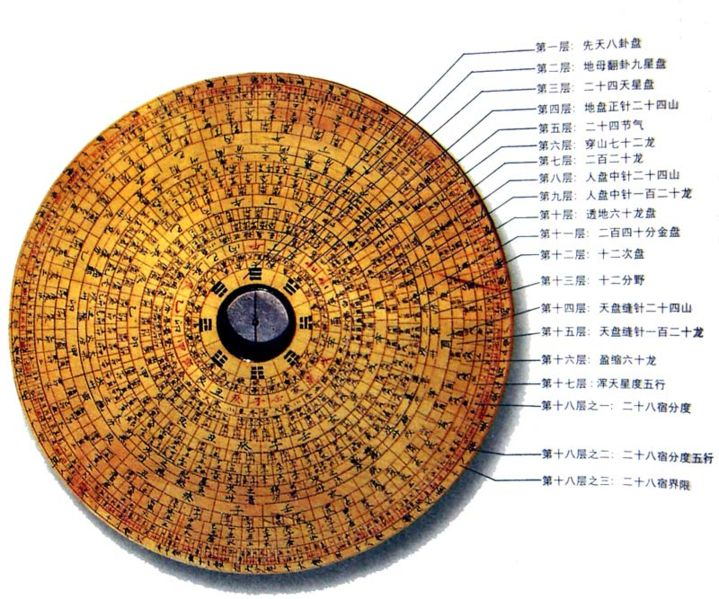
羅盤

罗盘，又称罗经、罗庚、罗经盘等，是风水师从事风水活动不可没有的重要工具。
罗盘是現代指南针的前身。罗盘以“卯”代表东方，以“午”代表南方，以“酉”代表西方，以“子”代表北方，以“巽”代表正东南，以“坤”代表正西南，以“乾”代表正西北，以“艮”代表正东北。
除了八宫方位之外，还会以二十四个方位去断吉凶的，每个方位占十五度水上称为二十四山。它们是甲、卯、乙、辰、巽、巳；丙、午、丁；未、坤、申；庚、酉、辛；戌、乾、亥；壬、子、癸；丑、艮、寅。罗盘有天地人三盤，為立向、消砂、納水之用，每盤的用法，都有一定之理與一定之法，各有其妙。然而每盤之中，皆有六十花甲，而十二支中，每向水火木金土之五行全備。
尽管风水学中没有提到“磁场”的理论，但是罗盘上各圈层之间所讲究的方向、方位、间隔的配合，却暗含了“磁场”的规律。罗盘的发明和应用是人类对宇宙、社会和人生的奥秘不断探索的结果。罗盘上逐渐增多的圈层和日益复杂的指针系统，代表了人类不断积累的实践经验。
市售罗盘普遍按照流派分为以五行编列之三合盘、以八卦编列之三元盘以及融合两者优点之综合罗盘，材质部分以黑底电木罗盘为大宗，另也有木质罗盘，台湾还有一间公司独家研发出了合金罗盘，还有可以一眼观测景观及盘面的全自动罗经定位仪，预计未来会有更多材质罗盘的出现。
罗盘与指南針相对的度数如下: 
|   | 方位 | 卦位              | 二十四山角度      | 二十四山角度       | 二十四山角度      |
| - | ---- | ----------------- | ----------------- | ------------------ | ----------------- |
| 1 | 正北 | 坎 (ㄎㄢˇ)(kǎn)   | 壬(337.5 - 352.5) | 子(352.5 - 7.5)    | 癸(7.5 - 22.5)    |
| 2 | 东北 | 艮 (ㄍㄣˋ)(gèn)   | 丑(22.5 - 37.5)   | 艮(37.5 - 52.5)    | 寅(52.5 - 67.5)   |
| 3 | 正东 | 震 (ㄓㄣˋ)(zhèn)  | 甲(67.5 - 82.5)   | 卯(82.5 - 97.5)    | 乙(97.5 - 112.5)  |
| 4 | 东南 | 巽 (ㄒㄩㄣˋ)(xùn) | 辰(112.5 - 127.5) | 巽(127.5 - 142.5 ) | 巳(142.5 - 157.5) |
| 5 | 正南 | 离 (ㄌㄧˊ)(lí)    | 丙(157.5 - 172.5) | 午(172.5 - 187.5 ) | 丁(187.5 - 202.5) |
| 6 | 西南 | 坤 (ㄎㄨㄣ)(kūn)  | 未(202.5 - 217.5) | 坤(217.5 - 232.5)  | 申(232.5 - 247.5) |
| 7 | 正西 | 兑 (ㄉㄨㄟˋ)(duì) | 庚(247.5 - 262.5) | 酉(262.5 - 277.5)  | 辛(277.5 - 292.5) |
| 8 | 西北 | (ㄑㄧㄢˊ)(qián)   | 戌(292.5 - 307.5) | 乾(307.5 - 322.5)    | 亥(322.5 - 337.5) |

## 世界最大羅盤
目前「金氏世界紀錄」認證世界最大的羅盤叫「昊天羅盤」，存放於國立雲林科技大學，直徑152公分，其內容含文字、數字、符號總計達134,172字。
這個羅盤是依據「伏羲八卦」論述設計，也參考了《連山易》和《歸藏易》，共有144方及720曆，而曆卦合一同步運作的是960卦曆。

## 生产和制作
安徽省休宁县万安镇从明代开始就一直在制作罗盘，发展到清朝时已名闻天下。被称为“中国罗盘之乡”。最盛的时期，万安生产的罗盘远销朝鲜、马来西亚等国。2006年，万安罗盘制作技艺被列为国家级非物质文化遗产。万安罗盘为中国地理标志产品。 
万安制作的罗盘，可以在八寸大小的面积内做到21个圈层，分隔刻线密如蛛网、细如蛛丝，蝇头小楷刻于其上，达两千个之多。如若用微尖毛笔一笔一划细细描写，也需要数天之久的功夫。